# Unione Sportiva Pontedera 1941-1942
Questa voce raccoglie le informazioni riguardanti l'Unione Sportiva Pontedera nelle competizioni ufficiali della stagione 1941-1942.

## Rosa
| N. |                   | Ruolo | Calciatore        |
| -- | ----------------- | ----- | ----------------- |
|    | Italia (bandiera) | P     | Natale Antonioli  |
|    | Italia (bandiera) | C     | Illio Cini        |
|    | Italia (bandiera) | D     | Leone Della Latta |
|    | Italia (bandiera) | D     | Tullio Duimovich  |
|    | Italia (bandiera) | C     | Silvano Frediani  |
|    | Italia (bandiera) | A     | Giuseppe Gerbi    |
|    | Italia (bandiera) | D     | Ranieri Ghelardi  |

| N. |                   | Ruolo | Calciatore         |
| -- | ----------------- | ----- | ------------------ |
|    | Italia (bandiera) | A     | Carlo Giani        |
|    | Italia (bandiera) | D     | Mauro Giusti       |
|    | Italia (bandiera) | A     | Operando Jacoponi  |
|    | Italia (bandiera) | A     | Mauro Nicolini     |
|    | Italia (bandiera) | C     | Renato Pasquinucci |
|    | Italia (bandiera) | A     | Angelo Riva        |
|    | Italia (bandiera) | P     | Furio Scarpellini  |